# Sint-Jozefkerk (Vaals)
De Sint-Jozefkerk was een rooms-katholiek kerkgebouw aan het Sint-Jozefplein te Vaals in de Nederlandse provincie Limburg. De uit 1958 daterende kerk van architect Jean Huysmans werd in 2004 afgebroken. 

## Geschiedenis
De kerk werd in 1958 in gebruik genomen als tweede katholieke kerk van Vaals, naast de Sint-Pauluskerk. De nieuwe kerk werd gewijd aan de heilige Jozef van Nazareth. De parochie omvatte de toen voltooide nieuwbouwwijk Clarissenstraat en omgeving in het noordwesten van het dorp en werd uitgebreid met het aansluitend deel van de Sint-Paulusparochie.
Het gebouw, een driebeukige hallenkerk, was een ontwerp van de Maastrichtse architect Jean Huysmans (1913-1974). Van de zes door deze architect ontworpen kerken zijn er drie (alle Sint-Jozefkerken) gesloopt. Het golvende dak werd uitgevoerd als betonnen schaaldak; de wanden in betonskeletbouw, opgevuld met afgeplatte breuksteen. Het priesterkoor was met een veelkleurige glas-in-betonwand afgesloten. De vorm van het golvende dak sloot aan bij de ronde roosvensters en de klokkenstoel op de toren met grote stalen cirkels.
Deze opmerkelijke kerk werd vanwege teruglopend kerkbezoek in 2000 aan de eredienst onttrokken. In 2004 werd het gebouw gesloopt. Op het terrein verrees een school en een bibliotheek. Slechts de naam Sint-Jozefplein herinnert aan dit kerkgebouw.